# أدريان زهرة
أدريان زهرة (بالإنجليزية: Adrian Zahra)‏ هو لاعب كرة قدم أسترالي، ولد في 24 سبتمبر 1990 في ملبورن في أستراليا. لعب مع نادي برث غلوري ونادي فاليتا ونادي ملبورن سيتي.

## وصلات خارجية
- أدريان زهرة على موقع قاعدة بيانات كرة القدم.إي يو (الإنجليزية)
- أدريان زهرة على موقع عالم كرة القدم.نت (الإنجليزية)